# نیروگاه بادی لینکز
نیروگاه بادی لینکز (انگلیسی: Lincs Wind Farm) یک نیروگاه بادی دریایی با ظرفیت تولید برق ۲۷۰ مگاوات است که به فاصلهٔ ۸ کیلومتر (۰٫۵ مایل) از شهرک اسگنس، در ساحل شرقی انگلستان واقع شده‌است. کل هزینه ایجاد این نیروگاه ۱ بیلیون پوند برآورد شده بود که نصب وسایل و تجهیزات انتقال برق را هم شامل می‌گردید. این نیروگاه در سال ۲۰۲۳ تکمیل شد.